# Paepalanthus fasciculifer
Paepalanthus fasciculifer är en gräsväxtart som beskrevs av Silveira. Paepalanthus fasciculifer ingår i släktet Paepalanthus och familjen Eriocaulaceae.

## Underarter
Arten delas in i följande underarter:
- P. f. capillifolius
- P. f. fasciculifer